# Wolseley Nine
Der Wolseley Nine war ein PKW der unteren Mittelklasse, den Wolseley 1934 herausbrachte.

## Nine
Der Wagen besaß einen 4-Zylinder-Motor mit 1018 cm³ Hubraum, obenliegender Nockenwelle und Wasserkühlung. Er wurde auf einem Fahrgestell mit 2286 mm Radstand geliefert. Der viertürige Limousinen-Aufbau war 3645 mm lang und 1397 mm breit. Das Leergewicht des mit Drahtspeichenrädern ausgestatteten Fahrzeuges lag bei 876 kg, die Höchstgeschwindigkeit bei 95 km/h.

## Wasp
1936 ersetzte der Wolseley Wasp (dt. Wespe, vgl. Hornet: dt. Hornisse) den Nine. Sein Motor hatte mit 1069 cm³ einen etwas größeren Hubraum und leistete 32 bhp (23,5 kW) bei 4000/min. Bei gleichem Radstand war sein Aufbau 3480 mm lang und 1461 mm breit. Das Leergewicht lag bei 914 kg und die Höchstgeschwindigkeit bei 103 km/h.
Nach nur einem Jahr verschwand der Wasp ersatzlos aus der Wolseley-Modellpalette.